# Королевский орден Георга I
Королевский орден Георга I (греч. Βασιλικόν τάγμα του Γεωργίου Α') — государственная награда Королевства Греции. Учреждён 16 января 1915 года королём Греции Константином I в память своего отца, и основателя династии греческих Глюксбургов, короля Георга I, который был убит анархистом в Салониках 18 марта 1913 года. Орденом Георга I награждались греческие и иностранные подданные за различные гражданские и военные заслуги.

## Описание
Орден Георга I имел пять степеней:
- Большой крест (греч. Μεγαλόσταυρος)
- Великий командор (греч. Ανώτερος Ταξιάρχης)
- Командор (греч. Ταξιάρχης)
- Офицер золотого креста (греч. Χρυσούς Σταυρός)
- Рыцарь серебряного креста (греч. Αργυρούς Σταυρός)

Орден Георга I имеет знак ордена и звезду ордена. Две старшие степени имеют знак ордена и звезду ордена; три младшие степени — только знак ордена.
Орденская лента ордена Георга I красная, муаровая.

## Знаки ордена
| Большой крест | Большой командорский крест | Командорский крест | Офицерский крест | Рыцарский крест |
| ------------- | -------------------------- | ------------------ | ---------------- | --------------- |
|               |                            |                    |                  |                 |
|               |                            |                    |                  |                 |